# 제1차 대각성 운동
제1차 대각성 운동(First Great Awakening) 또는 복음주의 부흥운동(Evangelical Revival)은 1730년대와 1740년대에 영국과 북미 13개 식민지를 휩쓸었던 일련의 기독교 부흥운동이었다. 이 부흥운동은 지지자들이 개인의 경건과 종교적 헌신을 갱신하려고 노력함에 따라 개신교에 영구적인 영향을 미쳤다. 대각성 운동은 개신교 교회 내의 초교파적 운동으로서 영미 복음주의의 출현을 의미했다. 미국에서는 대각성(Great Awakening)이라는 용어가 가장 많이 사용되는 반면, 영국에서는 이 운동을 복음주의 부흥(Evangelical Revival)이라고 부른다.
청교도주의, 경건주의, 장로교 등 오래된 전통의 기초 위에 조지 휫필드, 존 웨슬리, 조너선 에드워즈 (신학자)와 같은 부흥의 주요 지도자들은 교단의 경계를 초월하고 공통의 복음주의적 정체성을 형성하는 데 도움이 되는 부흥과 구원의 신학을 분명히 밝혔다. 부흥주의자들은 종교개혁 개신교의 교리적 명령에 성령의 섭리적인 부어주심을 강조하는 내용을 추가했다. 즉석 설교는 청중들에게 예수 그리스도의 구원이 필요하다는 깊은 개인적 확신을 주었고, 개인 도덕의 새로운 표준에 대한 성찰과 헌신을 키워주었다. 부흥신학은 종교적 회심은 기독교 교리를 바로잡겠다는 지적 동의일 뿐 아니라 마음 속에서 경험하는 '거듭남'이어야 한다고 강조했다. 부흥주의자들은 또한 구원의 확신을 받는 것이 그리스도인의 삶에서 정상적인 기대라고 가르쳤다.
복음주의 부흥운동은 공유된 믿음을 중심으로 다양한 교단의 복음주의자들을 연합시켰지만, 기존 교회에서는 부흥을 지지하는 사람들과 그렇지 않은 사람들 사이에 분열을 가져오기도 했다. 반대자들은 부흥이 교육을 받지 못하고 순회하는 설교자들을 가능하게 하고 종교적 열정을 장려함으로써 교회 내에서 무질서와 광신주의를 조장한다고 비난했다. 영국에서는 복음주의 성공회가 잉글랜드 국교회 내에서 중요한 구성원으로 성장했고, 감리교회는 휫필드와 웨슬리의 사역에서 발전했다. 미국 식민지에서 각성운동은 회중교회와 장로교회를 분열시키는 동시에 감리교와 침례교 교단을 강화시켰다. 이는 대부분의 루터교인, 퀘이커교도, 비개신교인에게는 즉각적인 영향을 거의 미치지 않았지만 나중에는 오늘날까지 지속되는 퀘이커교도들 사이에 분열을 일으켰다.
복음주의 설교자들은 성별, 인종, 지위에 관계없이 모든 사람을 개종에 포함시키려고 노력했다. 북미 식민지 전역, 특히 남부에서 부흥 운동으로 인해 기독교에 노출된(그리고 나중에 개종한) 아프리카 노예와 자유 흑인의 수가 늘어났다. 이는 또한 1792년 침례교선교회(Baptist Missionary Society)와 같은 새로운 선교단체의 창립에 영감을 주었다.

## 같이 보기
- 미국 철학